# Aaron Brown (actor)
Billy Aaron Brown (Clarinda, Iowa, 28 de julio de 1981) es un actor estadounidense.

## Filmografía
- The Strip (2006).... Jeff
- These Days  (2006)... Jeremy
- Deception (2006/I)... Billy
- Attack of the Sabretooth (2005) (TV)... Kirk
- Searching for David's Heart (2004) (TV)... David Deeton
- 8 Simple Rules for Dating My Teenage Daughter... Kyle (31 episodios, 2002-2004)
- Snackers (2004)... Matty Livingston
- Going to the Mat (2004) (TV)... John Lambrix
- Jeepers Creepers 2 (2003)... Andy 'Bucky' Buck
- Touched by an Angel... Ben (1 episodio, 2002)
- Getting There(2002) (V)... Danny
- First Monday ... Chad Davidson (1 episodio, 2002)
- So Little Time ... Rob (1 episodio, 2002)
- Holiday in the Sun (2001) (V)... Scott
- Boston Public... Leo Peterson (2 episodios, 2001)
- Undressed (1999) TV Series... Billy (2000: 3ª temporada, episodios desconocidos)

- Datos: Q4912090